# Radicaal 205
Van de in totaal 214 Kangxi-radicalen heeft radicaal 205 de betekenis kikker en amfibie. Het is een van de vier radicalen die bestaan uit dertien strepen.
In het Kangxi-woordenboek zijn er 40 karakters die dit radicaal gebruiken.

## Karakters met het radicaal 205

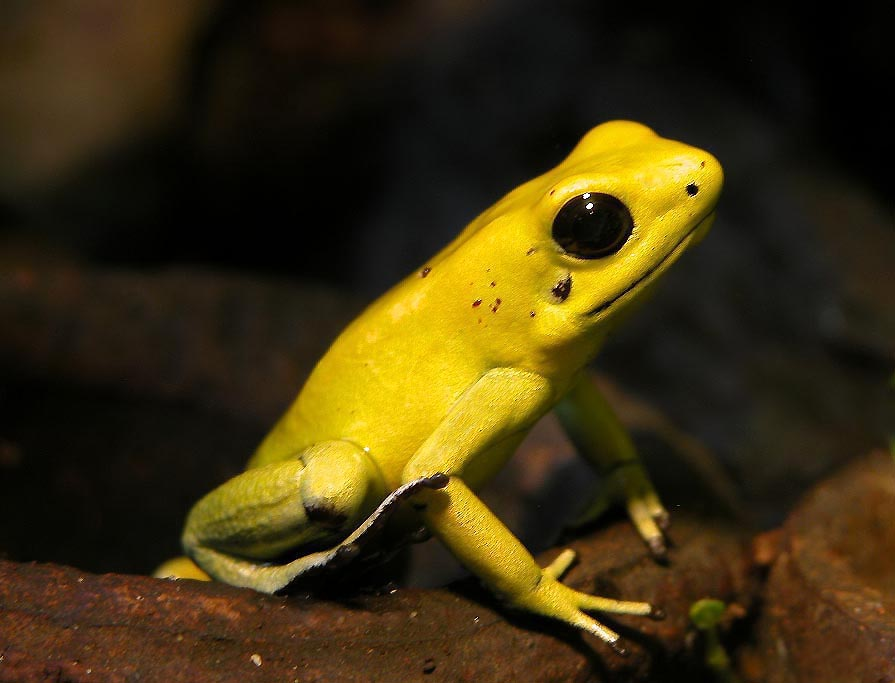
Phyllobates terribilis de giftigste kikker ter wereld.

| Strepen | Karakter |
| ------- | -------- |
| + 0     | 黽 黾    |
| + 4     | 黿       |
| + 5     | 鼀 鼁 鼂 |
| + 6     | 鼃 鼄    |
| + 8     | 鼅       |
| + 10    | 鼆       |
| + 11    | 鼇       |
| + 12    | 鼈 鼉 鼊 |